# 이온성 액체

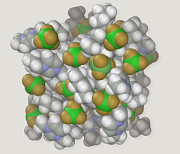

이온성 액체(영어: ionic liquid)는 액체상의 염이다. 대부분의 염은 분해되거나 기화하지 않으면 이온성 액체가 될 수 있으나, 경우에 따라 녹는점이 낮은 것만을 말하고, 상온보다 많이 높은 온도에서 액체가 된 염은 용융염이라고 구분하기도 한다. 일반적인 액체와 달리 전기 전도도가 높다.
이온성 액체는 잠재적인 응용처가 많다. 이들은 강력한 용매이며 전해질로 이용될 수 있다. 주변 환경의 온도와 비슷한 온도인 이온성 액체는 배터리 분야에서의 응용에 중요하며, 증기압이 매우 낮아 밀폐제로 쓰는 것을 고려해 볼 수 있다.
열분해나 증발 없이 녹은 염은 보통 이온성 액체가 된다. 예를 들어 염화 나트륨(NaCl)은 801 °C에서 액체로 녹아 대부분 나트륨 양이온(Na+)과 염소 음이온(Cl-)으로 구성된다. 거꾸로 이온성 액체가 냉각되면 결정을 이루거나 유리처럼 변한다.
이온 결합은 대개 보통의 액체 분자 간에 작용하는 반데르발스 힘보다 강하다. 이러한 강한 힘 때문에 염은 높은 격자 에너지를 가지고, 그 때문에 녹는점이 높은 경향이 있다. 특히 유기 양이온이 포함된 일부 염은 낮은 격자 에너지를 가져 실온 이하에서 액체 상태이다. 그 예시로는 −21 °C에서 녹는 EMIM 다이시아나마이드 등 1-에틸-3-메틸이미다졸리움(EMIM) 양이온에 기반을 둔 화합물, −24 °C 아래에서 유리 상태가 되는 브로민화 1-부틸-3,5-다이메틸피리디늄이 있다.

## 같이 보기
- 용융염
- 나노플로우셀